# Jan Grauls (1887-1960)
Pour les articles homonymes, voir Jan Grauls.
Joannes Josephus Grauls, Jan Grauls, né à Hasselt, le 19 avril 1887 et décédé à Astene, le 5 février 1960 était un flamingant et un fonctionnaire collaborationniste durant la seconde Guerre mondiale. Il fut le bourgmestre du Groß Brüssel de 1942 à 1944.

## Éléments biographiques
Issu d'une famille d'exploitants agricoles, après ses humanités à Hasselt, Jann Grauls fera ses études en philologie germanique à l'université catholique de Louvain. En 1910, il décroche son doctorat en défendant une thèse sur le dialecte hasseltois. En 1911, il étudie un temps au collège Saint-Servais de Liège. Il travaille ensuite pour le ministère de l'Agriculture. En 1914, il suit le gouvernement belge à Sainte-Adresse. Il était l'attaché du cabinet du ministre catholique de l'Agriculture et des Travaux publics, Joris Helleputte. Il fréquente à cette époque Frans van Cauwelaert et Alfons Van de Perre mais également des mouvements tels que le frontisme (Frontbeweging).
Après la Première Guerre mondiale, il travaille comme traducteur pour le ministère des arts et des sciences. En 1938, il est le haut fonctionnaire de l'administration de l'enseignement secondaire et supérieur. Sur le plan scientifique, il est resté actif et a poursuivi ses recherches sur les dialectes flamands et sur le néerlandais. Il fut ainsi membre de la Koninklijke Academie voor Nederlandse Taal- en Letterkunde à Gand et de la Maatschappij der Nederlandse Letterkunde à Leyde. Il sera également secrétaire du premier conseil culturel néerlandais (1938-1940).
Dans l'entre-deux-guerres. Jan Grauls ne fit partie d'aucun mouvement politique mais il côtoyait la Ligue nationale flamande

### Collaboration
Durant le Seconde Guerre mondiale, il tint plusieurs fonctions administratives importantes. Il assura ainsi la présidence de la commission chargée de la révision des manuels scolaires en vue d'en « purifier » le contenu en supprimant ou modifiant les références peu flatteuses pour l'occupant allemand ou relatives aux Juifs.
En août 1940, il est nommé gouverneur ad interim de la Province d'Anvers en remplacement du baron Georges Holvoet envoyé en France. Il fera preuve d'un zèle tout dévoué à la cause de l'Ordre nouveau en constituant notamment des listes d'étrangers (y compris les Juifs) susceptibles d'être hostiles aux Allemands. Le 24 septembre 1942, tandis que Jules Coelst est démis de ses fonctions, il accepte, toujours des mains de l'occupant, la charge de bourgmestre du Groß-Brüssel.

### Jugement
À l'issue de la Seconde Guerre mondiale, Jan Grauls fut jugé. Sa défense consista à dire qu'il n'avait rien fait d'illégal et que s'il n'avait pas accepté ces postes, c'est probablement un Allemand qui aurait été nommé à sa place. Le tribunal de guerre le condamna à cinq années d'emprisonnement et au versement d'une amende de 25 millions de francs belges. Jan Grauls recouvra cependant la liberté en 1947 et sera tenu à résidence à Nokere jusqu'en 1949. Il récupéra ses droits civiques en 1950.

### Après la guerre
En 1950, il s'installa à Gand où il proposa des services de secrétariat et de traduction. Il publia des études linguistiques et publia différentes rubriques dans des journaux comme De Standaard, De Vlaamse Linie (nl), Het Volk, le bulletin du VEV.

## Publications
- Klankleer van het Hasselts dialect, 1930
- Volkstaal en volksleven in het werk van Pieter Breughel, 1937
- Onze Taal, 2 parties, 1960-1963